# Aleksandr Kozłow
Aleksandr Siergiejewicz Kozłow (ros. Александр Серге́евич Козлов, ur. 19 marca 1993; zm. 15 lipca 2022) – rosyjski piłkarz występujący na pozycji napastnika. Wychowanek Spartaka Moskwa.

## Kariera

### Kariera klubowa
W lidze rosyjskiej debiut zaliczył 25 kwietnia 2010 roku w bezbramkowo zremisowanym meczu ze Spartakiem Nalczyk. Natomiast w europejskich pucharach jego debiutanckim meczem, było przegrane 1-4 spotkanie w Lidze Mistrzów z Chelsea F.C., które odbyło się 3 listopada 2010 roku. Od 2013 roku Kozłow występuje głównie w drużynie rezerw.

### Kariera reprezentacyjna
Kozłow wiele razy występował w młodzieżowych reprezentacjach Rosji, notując łącznie 45 występów i strzelając 36 bramek w reprezentacjach U-17, U-18, U-19 i U-21.

## Statystyki
| Klub                 | Poziom               | Sezon                | Liga    | Liga | Puchar  | Puchar | Europa  | Europa | Razem   | Razem |
| Klub                 | Poziom               | Sezon                | Występy | Gole | Występy | Gole   | Występy | Gole   | Występy | Gole  |
| -------------------- | -------------------- | -------------------- | ------- | ---- | ------- | ------ | ------- | ------ | ------- | ----- |
| Spartak Moskwa       | D1                   | 2010                 | 12      | 0    | 1       | 0      | 2       | 0      | 15      | 0     |
| Spartak Moskwa       | D1                   | 2011/12              | 8       | 1    | 1       | 0      | 1       | 0      | 10      | 1     |
| Spartak Moskwa       | D1                   | 2012/13              | 1       | 0    | 0       | 0      | 1       | 0      | 2       | 0     |
| Spartak Moskwa       | D1                   | 2013/14              | 0       | 0    | 0       | 0      | 0       | 0      | 0       | 0     |
| Spartak Moskwa       | D1                   | 2014/15              | 0       | 0    | 0       | 0      | 0       | 0      | 0       | 0     |
| Spartak Moskwa       | D1                   | 2015/16              | 1       | 0    | 0       | 0      | 0       | 0      | 1       | 0     |
| Spartak Moskwa       | Razem                | Razem                | 22      | 1    | 2       | 0      | 4       | 0      | 28      | 1     |
| Podsumowanie kariery | Podsumowanie kariery | Podsumowanie kariery | 22      | 1    | 2       | 0      | 4       | 0      | 28      | 1     |